# René Boulanger (syndicaliste)
Pour les articles homonymes, voir Boulanger (homonymie) et René Boulanger.
René Boulanger, né le 25 mars 1901 à Paris et mort sous la torture le 7 mars 1944 à Nantes, est un syndicaliste et résistant français.

## Biographie
René Boulanger naît en 1901 à Paris dans le 10e arrondissement. Il  est le fils de Jean-Marie Boulanger, monteur en cuivre, et de Louise Amélie Beaunier, fleuriste,.
Employé de banque et affilié à la Confédération générale du travail (CGT), il est secrétaire de la Fédération des syndicats d'employés qu'il représente au Conseil national économique de 1936 à 1940.
Il appartient en 1937 à la loge « Internationale » du Grand Orient de France.
Coorganisateur de la fédération CGT clandestine pendant l'Occupation, René Boulanger est arrêté au cours d'une de ses missions à la Bourse du travail de Nantes. Incarcéré à la prison de Nantes, il est torturé par la Gestapo et meurt sans avoir parlé.
Il est déclaré « mort pour la France » le 23 avril 1945.

## Hommage
Par arrêté du 18 décembre 1944, la rue Bondy dans le 10e arrondissement de Paris est rebaptisée rue René-Boulanger en son honneur,.